# Traszka północnowietnamska
Traszka północnowietnamska (Paramesotriton deloustali) – gatunek płaza ogoniastego z rodziny salamandrowatych (Salamandridae).

## Występowanie
Gatunek ten żyje w wilgotnych lasach północnej części Wietnamu. Można go zaobserwować na wysokości od 600 do 1900 m n.p.m. w okolicy górskich potoków.

## Morfologia
Osiąga ok. 21 cm długości. Ma szeroką głowę, a na niej wypustki. Jego skóra jest brodawkowata. Ma także zaokrąglony ogon. Głowa oraz ciało w odcieniach brązu z czerwonymi kropkami.

## Rozmnażanie
Samica składa do 256 jaj w jednym okresie lęgowym. Żyją około 20 lat, a dojrzałość płciową osiągają w wieku około 6–7 lat.

## Dieta
Żywią się głównie dżdżownicami.